# Enlace quíntuple

Estructura del [CrC_{6}H_{3}-2,6-(C_{6}H_{3}-2,6-(CHMe_{2})_{2})_{2}]_{2}.

En química, un enlace quíntuple es un tipo inusual de enlace químico, reportado por primera vez en 2005, para un compuesto de dicromo. En un enlace quíntuple, 10 electrones participan en el enlace entre los dos centros metálicos, descrito como: σ2π4δ4. En algunos casos, el enlace metal-metal es facilitado por ligantes que se unen a los dos centros metálicos y reducen la distancia intermolecular. En contraste, el dímero de cromo con enlace quíntuple es estabilizado por el abultado ligando 2,6-[(2,6-diisopropil)fenil]fenil, o simplemente ligante terfenilo. La especie es estable hasta los 200 °C. El enlace quíntuple cromo-cromo ha sido analizado con métodos de multirreferencia ab initio y DFT, que también fueron usados para elucidar el papel del ligante terfenilo, en los que los grupos arilo de los flancos interactúan débilmente con los átomos de cromo, causando sólo un pequeño debilitamiento del enlace quíntuple.
Un estudio teórico del 2007 identificó dos mínimos globales para los compuestos RMMR de enlace quíntuple: flexionado en trans geometría molecular y otro mínimo flexionado en trans, con el sustituyente R en una posición de puente. 
También en el 2005 se postuló la existencia de enlace quíntuple en la molécula hipotética de uranio U2 basados en química computacional. Los compuestos de diuranio son raros, pero existen tales como el anión U2Cl82-.
En 2007 se descubrió el enlace metal-metal más corto jamás registrado (1,8028 Å), también en un compuesto conteniendo un enlace quíntuple cromo-cromo.